# ملا بایراملی
ملا بایراملی (ترکی آذربایجانی: Mollabayramlı) یک منطقهٔ مسکونی در جمهوری آرتساخ است که در استان شاهومیان واقع شده‌است.